# Остерсхельдекерінг

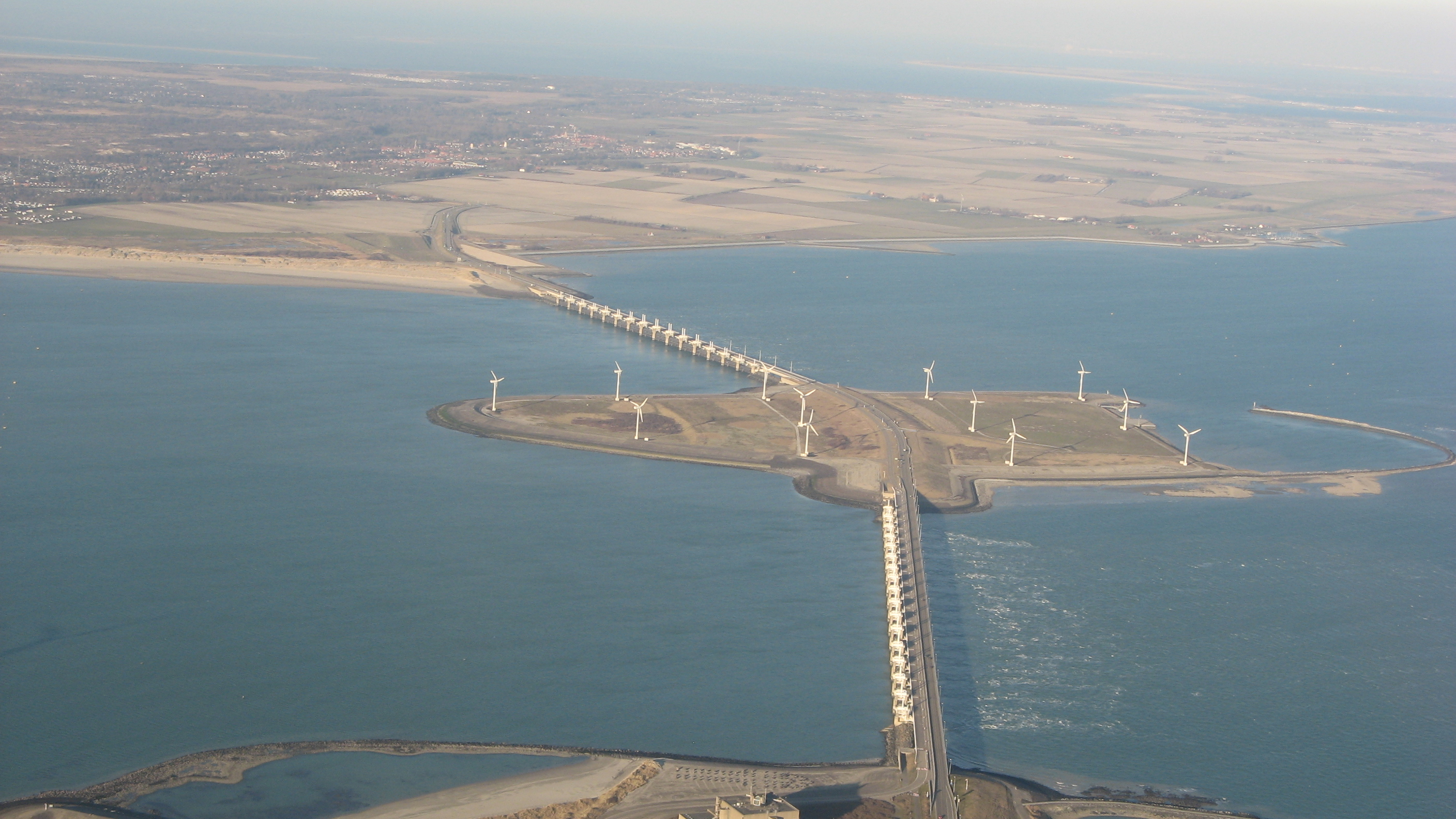
Вид з повітря

Остерсхельдекерінг (нід. Oosterscheldekering — Штормовий бар'єр Східної Шельди) — захисна споруда у західній частині Східної Шельди між островами Норд-Бевеланд та Схаувен-Дейвеланд. Призначено для захисту Нідерландів від повеней, є найбільшою з 13 дамб проєкту «Дельта», розташованих в дельті Рейну, Маасу і Шельди.
Після катастрофічної повені 1953 року було прийнято рішення відгородити Східну Шельду дамбою, повністю закривши її від моря. У 1967 році почалося зведення трьох штучних островів. Однак в такому варіанті колишній естуарій річки Шельда перетворився б на прісноводне озеро, що повністю б перекроїв його екосистему. Під тиском захисників довкілля, а також рибалок дамба закінчена не була, оскільки при повному закритті затоки від моря сильно постраждала б місцева риболовецька галузь. Риболовля завжди була найбільшим джерелом доходу для таких сіл як Ірсеке і Брейніссе, в яких люди займалися розведенням устриць з 1870 року.
Для того, щоб залишити Східну Шельду відкритою потрібно було або звести 150 км дамб що зміцнюють береги або, як і було вирішено в 1975 році, звести штормовий бар'єр завдовжки 4 км з бічними дамбами завдовжки 5 км. Роботи розпочалися в квітні 1976 року і були завершені в червні 1986 року, хоча дорога по дамбі була прокладена лише в листопаді 1987 року. Для спрощення процесу будівництва посередині естуарію був насипаний острів Нелтьє-Янс, пізніше використаний як освітній центр для відвідувачів і база технічного обслуговування греблі. Кінцева вартість штормового бар'єру склала 2,5 млрд євро (в перерахунку на сучасні гроші), офіційне відкриття відбулося 4 жовтня 1986 року в присутності тогочасної королеви Нідерландів Беатрікс.
Чотирикілометрова секція дамби має величезні шлюзові механізми, зазвичай відкриті, але вони закриваються при несприятливих погодних умовах. Бар'єр складається з 65 бетонних колон заввишки 35-38,75 м і вагою 18 тис. тонн кожна. На колони кріпляться сталеві ворота (62 стулки) завширшки по 42 м.